# Chinami Tokunaga
Chinami Tokunaga (徳永 千奈美?, Tokunaga Chinami; 22 maggio 1992) è una cantante giapponese.

## Carriera
La sua carriera comincia nel 2002 quando passa le audizioni per entrare nell'Hello! Project Kids, un gruppo musicale di adolescenti formato dalla Hello! Project.
Nel 2004 è entrata a far parte del gruppo Berryz Kobo, di cui tuttora fa parte.
È stata anche membro delle ZYX, mentre dal 2012 fa parte delle DIY, altro gruppo dell'Hello! Project.